# Мадам і її племінниця
«Мадам і її племінниця» («Madame und ihre Nichte») — західнонімецька кінокомедія 1969 року, знята режисером Еберхардом Шредером на кіностудії з Рут Марією Кубічек і Едвіж Фенек у головних ролях.

## Сюжет
Щоб підтримувати звичний спосіб життя Мішель де Вінтер шукає підтримки у багатих чоловіків, але з роками робити це стає все важче. Щоб не відлякати потенційних «спонсорів», вона навіть видає свою дочку Іветту за власну племінницю. Тим часом дівчина, хоч і з ранніх років звикла до свободи, береже свою невинність для єдиного чоловіка, який завоює її серце. І такий чоловік з'являється. Багатий плейбой Петер фон Гальштайн підкорює Іветту, яка готова вручити йому свої душу і тіло. Але несподівано її суперницею у боротьбі за кохання аристократа стає власна мати.

## У ролях
- Рут Марія Кубічек — Мішель
- Едвіж Фенек — Іветта
- Фред Вільямс — Петер фон Гальштейн
- Райнер Пенкерт — Йохен Райтер
- Карл Вальтер Дісс — доктор Фінк
- Іні Ассманн — Амелі
- Валері Антельманн — Софі
- Е. О. Фюрман — ювелір
- Роберт Нагеле — Карл
- Енн Геллстоун — Карін
- Ізольда Ленер — роль другого плану
- Хансі Ломан — масажист
- Лоуренс Б'єн — роль другого плану
- Дін Фінні — роль другого плану
- Франк Мюллер-Мей — роль другого плану
- Томас Гок — роль другого плану
- Рудольф Мошаммер — модельєр
- Росл Майр — гардеробник

## Знімальна група
- Режисер — Еберхард Шредер
- Сценарій — Вернер П. Цібасо
- Продюсер — Вольф С. Гартвіг
- Композитор — Герт Вільден
- Оператор — Клаус Вернер
- Монтаж — Герберт Ташнер